# Strumaria picta
Strumaria picta är en amaryllisväxtart som beskrevs av Winsome Fanny 'Buddy' Barker. Strumaria picta ingår i släktet Strumaria och familjen amaryllisväxter. Inga underarter finns listade i Catalogue of Life.